# 阻塞率
阻塞率（英文：constrictivity），是一个用来描述在多孔介質中输运过程的无量纲參數。它由扩散颗粒的直径和孔径的比例而定其值。它的数值常常小于1。由于液体在孔壁附近的粘滞系数增加，因而液体在有孔介质内的输运阻力增大；这种效应对很小的孔，但有相同大小颗粒时，想要减小孔径的设计特别重要。
要区分努德森扩散（Knudson diffusion）和阻塞率的区别；前者着重颗粒和孔壁的相互作用多于科粒间的作用；而阻塞率着重液体和孔壁的相互作用。
实验证明阻塞率在较大范围内变化，仍能反应出其与阻力大小的关系。